# Bill Miner
Bill Miner född 1847, död 2 september 1913, var en brottsling och stråtrövare, som ursprungligen kom från Bowling Green, Kentucky i USA, men han gjorde karriär i Kanada. Han var känd för att ha varit en artig rånare, som betedde sig som en gentleman, ibland användes smeknamnet "Gentleman Robber" om honom (Gentlemannarånaren). Han sägs också ha varit upphovsmannen till frasen Hands up ("Upp med händerna").